# Dargikowo
Dargikowo (niem. Darkow) – wieś sołecka w Polsce położona w województwie zachodniopomorskim, w powiecie białogardzkim, w gminie Białogard. W latach 1975–1998 wieś należała do województwa koszalińskiego. W roku 2007 wieś liczyła 149 mieszkańców.

## Geografia
Wieś leży ok. 3 km na wschód od Białogardu w linii prostej, drogą asfaltową ok. 8 km, pomiędzy Pomianowem a miejscowością Żytelkowo. Założenie wsi w kształcie krzyża wzdłuż drogi asfaltowej i brukowej.

## Zabytki
Do wojewódzkiego rejestru zabytków wpisany jest:
- cmentarz ewangelicki[5], z połowy XIX wiek[6], nieczynny, nr rej. 1207 z 30 grudnia 1987. W kształcie trójkąta, powierzchnia 0,92 ha, charakterystyczne kamienie nagrobkowe. Wysoka zieleń, w runie - bluszcz, konwalia, marzanka, orlik.

inne obiekty:
- budynek mieszkalny o konstrukcji ryglowej (nr 7), stodoła o konstrukcji ramowej (zagroda nr18).
- w okolicy tereny po byłym poligonie chemicznym o pow. 200 ha.

## Gospodarka
W Dargikowie funkcjonuje wodociąg grupowy zaopatrujący wieś oraz Żytelkowo.
Rolnicy uprawiają większe areały warzyw oraz zajmują się hodowlą bydła i trzody chlewnej.

## Turystyka
Przez wieś wiodą dwa lokalne szlaki turystyczne:
- Szlak wokół Białogardu - pieszy, nieoznaczony
- Szlak wschodni wokół Białogardu - rowerowo-pieszy.

## Komunikacja
W miejscowości znajduje się przystanek komunikacji autobusowej.